# المضيبعة
المضيبعة، قرية من قرى السعودية تقع جنوب غرب المدينة المنورة وتبعد عنها نحو 60كلم على طريق المدينة ينبع وهي من القرى التابعة لمركز الفريش، والتابع لمحافظة المدينة المنورة في منطقة المدينة المنورة في السعودية.